# Каккури
Каккури (итал. Caccuri) — коммуна в Италии, располагается в регионе Калабрия, подчиняется административному центру Кротоне.
Население составляет 1780 человек, плотность населения составляет 30 чел./км². Занимает площадь 57 км². Почтовый индекс — 88833. Телефонный код — 0984.